# Jarê
O Jarê é uma prática religiosa de matriz africana presente exclusivamente na região da Chapada Diamantina, região central do estado brasileiro da Bahia, notadamente entre os descendentes de africanos da região de Lençóis.
Caracteriza-se como vertente menos ortodoxa do candomblé, configurando amálgama resultante de processo de fusão que implica elementos de cultos das nações bantu e nagô, aos quais se somam aspectos do catolicismo rural, da umbanda e do espiritismo kardecista.

## Etimologia
Provavelmente, jarê é termo de origem iorubá significando  “quase cair ao solo” ou “cortar através”. Outra possibilidade é que seja a corruptela de "njale", palavra que designava uma cerimônia de habitantes das atuais regiões da Nigéria e Benim.
O termo jarê é empregado tanto para designar a religião de modo geral como para se referir a suas diversas ocasiões ritualísticas. Nesse sentido, diz-se tanto "gosto muito de jarê" como "o jarê de ontem foi ótimo".

## Surgimento e desenvolvimento
Ao menos mais comprovadamente, é possível afirmar que surge e se consolida no interior da Bahia, especificamente nas cidades de Lençóis e Andaraí na região da Chapada Diamantina, em meados do século XIX. Seu surgimento vincula-se ao desenvolvimento da mineração nessa região, marcada pela considerável afluência de mão de obra escrava, elemento que se somou a presença de africanos desde os fins do século XVIII na atual cidade de Andaraí, que na época configura um quilombo. A partir dessas cidades o jarê difundiu-se para áreas próximas que não tinham diamantes e eram marcadas pela agricultura camponesa. Nesse processo de expansão, ocorrem transformações nos modos de realização do culto. Com isso, identifica-se que os jarês em áreas mineradoras, realizados pela população garimpeira de origens marcada pela escravidão, privilegiavam práticas de adoração de entidades que remetiam à ancestralidade africana. De outro lado, sua expansão para áreas não mineradoras evidencia práticas com maior vinculação  ao catolicismo popular, com ênfase em rituais de cura.
A reconstrução da história das nagôs e do surgimento do jarê depende em grande parte dos relatos da história oral, já que por muitas vezes essa religião de matriz africana era confrontada pelos poderes constituídos, sofrendo perseguições policiais brutais e cerceamento por parte da Igreja Católica. Não é possível garantir que o atual declínio do número de casas de culto de jarê se deve a esses fatores, no que pesem também as transformações socioeconômicas pelas quais a região passou e que afetaram diversas de suas esferas. É, contudo incontestável que num passado até bastante recente as casas de culto na sede de uma única cidade como Lençóis podiam ser contadas às dezenas, enquanto hoje deve existir aí menos da metade dessa quantidade, diversas delas construções deslocadas alguns quilômetros do centro do município. Com todas as dificuldades encontradas para manter essa religião viva, ainda é possível identificar inúmeros terreiros de jarê na Chapada Diamantina, sendo possível comprovar que muitos adeptos continuam a praticá-lo.[carece de fontes?]

## Características
Prática religiosa desenvolvida sobretudo por pessoas escravizadas e libertas - provenientes das cidades de Cachoeira e São Félix, ambas no estado da Bahia -, levadas  à região da Chapada Diamantina em decorrência da atividade garimpeira, fixando-se em cidades como Lençóis e Andaraí entre os séculos XVIII e XIX. Ali tem início o culto do chamado jarê de nago, no qual se cultuavam  exclusivamente os orixás, divindades  africanas. Entretanto, dada a convivência com descendentes de indígenas que habitavam a região, aos poucos certas entidades representativas da cultura indígena foram sendo incorporadas ao jarê, delineando sua forma atual marcada, portanto, por diálogos culturais afro-indígenas.  Nesse circuito, constitui-se uma prática religiosa marcada pelo sincretismo de distintos elementos culturais incluindo aspectos de cultos africanos, do catolicismo e espiritismo kardecista. Jarê é um termo sob qual se abriga grande quantidade de crenças, cultos e rituais com características diversas, desenvolvidas conforme necessidades e conveniências entre os praticantes.

### Cerimônias
De modo geral, os procedimentos rituais são conhecidos por grandes segmentos da população sendo que as festividades contam com a presença de adultos, jovens e crianças. A duração das cerimônias é variável, contudo, é incomum durar menos de cinco horas ou mais de dez horas seguidas no mesmo dia. Podem estender-se ao longo de mais de um dia, no entanto, atualmente não é comum perdurarem por mais de três dias consecutivos. Nas celebrações as pessoas sensíveis ao recebimento de entidades podem chegar a receber (incorporar) diversas entidades, com isso, numa celebração com bastantes participantes é possível que ocorre até cerca de uma centena de incorporações diferentes.

### Trabalhos e revistas
Trabalhos e revistas são as principais atividades realizadas em um terreiro de jarê. 
A revista é uma consulta particular na qual o curador/pai-de-santo, com seu caboclo incorporado, identifica naturezas e causas do problema vivido pelo paciente para então lhe propor um tratamento. Cabe frisar que problema não é necessariamente uma enfermidade de ordem física, mas, em termos mais amplos também corresponde a um estado percebido de aflição. Na cosmologia do jarê, o ser humano interage com pessoas, espíritos e coisas sob as quais não detém controle e sabe muito pouco, com isso, está em estado de vulnerabilidade ("corpo aberto") constante. Nessa perspectiva, doenças e males que afligem as pessoas são encarados como fruto das relações que estabelecem tanto com outras pessoas como com entidades sobrenaturais. A revista é quando a trajetória do enfermo é passada em revista e objetiva  identificar as causas do problema que foi gerado pela trama de relações em que o paciente está enredado, logo, curar corresponde a uma redefinição do contexto de inter-relações em que o paciente está inscrito. O fortalecimento do paciente é espécie de "fechar de corpo" que busca assegurar-lhe uma posição menos vulnerável em relação ao mundo e aos outros. Além da possibilidade de tratamento de uma doença, a principal preocupação do curador é identificar e caracterizar relacionamentos conflituosos em que o paciente está emaranhado, assim, as narrativas do paciente são essenciais no processo de revista em que ele aguarda que o caboclo, por meio do curador, especifique quais ações e eventos o levaram a situação em que se encontra. Sob tal perspectiva se dá  o significado terapêutico da revista.
Já o trabalho é um ritual de cura prescrito a um ou mais pacientes/clientes, aberto a quem queira  presenciar. É realizado no período noturno, procedendo até o amanhecer do dia seguinte. Os trabalhos configuram reuniões festivas em que podem estar presentes desde membros regulares do terreiro até espectadores que vêm para conhecer o jarê.

### Pai-de-santo/Curador
A autoridade máxima do jarê está concentrada nas mãos do pai ou mãe-de-santo, mais popularmente caracterizados como curadores, sendo válido destacar que as mulheres raramente alcançam essa posição.Acredita-se que os caboclos forçam o indivíduo a tornar-se curador, causando-lhe uma série de desventuras até que se decida a acatar o destino. Assim, a carreira de curador não é entendida como uma escolha, mas como uma obrigação da qual o indivíduo não pode se livrar. Os curadores são tidos como mediadores entre o mundo dos seres humanos e o dos espíritos, sendo possuídos por entidades para desempenharem seu papel terapêutico. Sua carreira inicia-se quando começa a apresentar alterações comportamentais interpretadas como sinais da interferência dos caboclos. Ao se consultar com um curador, a presença de espíritos que exigem que ele mesmo se torne um curador poderá ser confirmada. Ao aceitar aquilo que é apresentado como um destino (tornar-se um curador) seus próprios problemas serão solucionados. Recusar corresponde ao prolongamento dos problemas que o levaram até o curador.  Ao decidir tornar-se curador, o indivíduo passará por cerimônia de cura e de assentamento de seus guias em que o pai-de-santo lhe conferirá autoridade para que exerça também a função de curador de jarê.  Nessa perspectiva, tornar-se curador é algo pré-destinado, parte-se do princípio de que os poderes são concedidos ao curador, com isso, nessa concepção o pai-de-santo/curador não necessita passar por um longo processo de aprendizagem formal entre mestre e discípulo, a sua condição de tornar-se curador e desempenhar suas funções não encontra abrigo na ideia de acúmulo progressivo de conhecimentos - esotéricos, mágicos, terapêuticos -, mas sim num destino que lhe foi imposto por forças superiores que o conduzirão.

### Organização
As funções, direitos e deveres são distribuídos dentre os poucos indivíduos do terreiro. O curador e seu auxiliar são os responsáveis pela grande parte das atividades de manutenção do terreiro, sendo praticamente inexistente um processo de burocratização. O culto do jarê pressupõe margem considerável de liberdade de iniciativa e ação, logo não se constitui como um grupo de complexa organização interna, não é delimitado por códigos de conduta ou uma estrutura fixa e estável. Isso não corresponde a uma fragmentação e individualização, mas configura traços de uma prática religiosa "aberta", marcada pela fluidez das crenças e ações em decorrência da experiência sociocultural específica de seus participantes. 

## Jarê na literatura brasileira
Referências ao jarê são encontradas no romance Torto Arado, de Itamar Vieira Junior, vencedor dos prêmios Oceanos e Jabuti de 2020 na categoria Romance Literário e o Prêmio LeYa em 2018. Zeca Chapéu Grande, pai das narradoras, exerce a função de curador de jarê em sua comunidade, sendo procurado para curar males do corpo e do espírito com rezas e raízes.